# Carpinus viminea
Carpinus viminea ist ein mittelgroßer Baum aus der Gattung der Hainbuchen (Carpinus) mit braunen, kahlen Zweigen und bis auf die Blattadern kahle Laubblätter. Das natürliche Verbreitungsgebiet der Art liegt in Indien, China und Indochina.

## Beschreibung

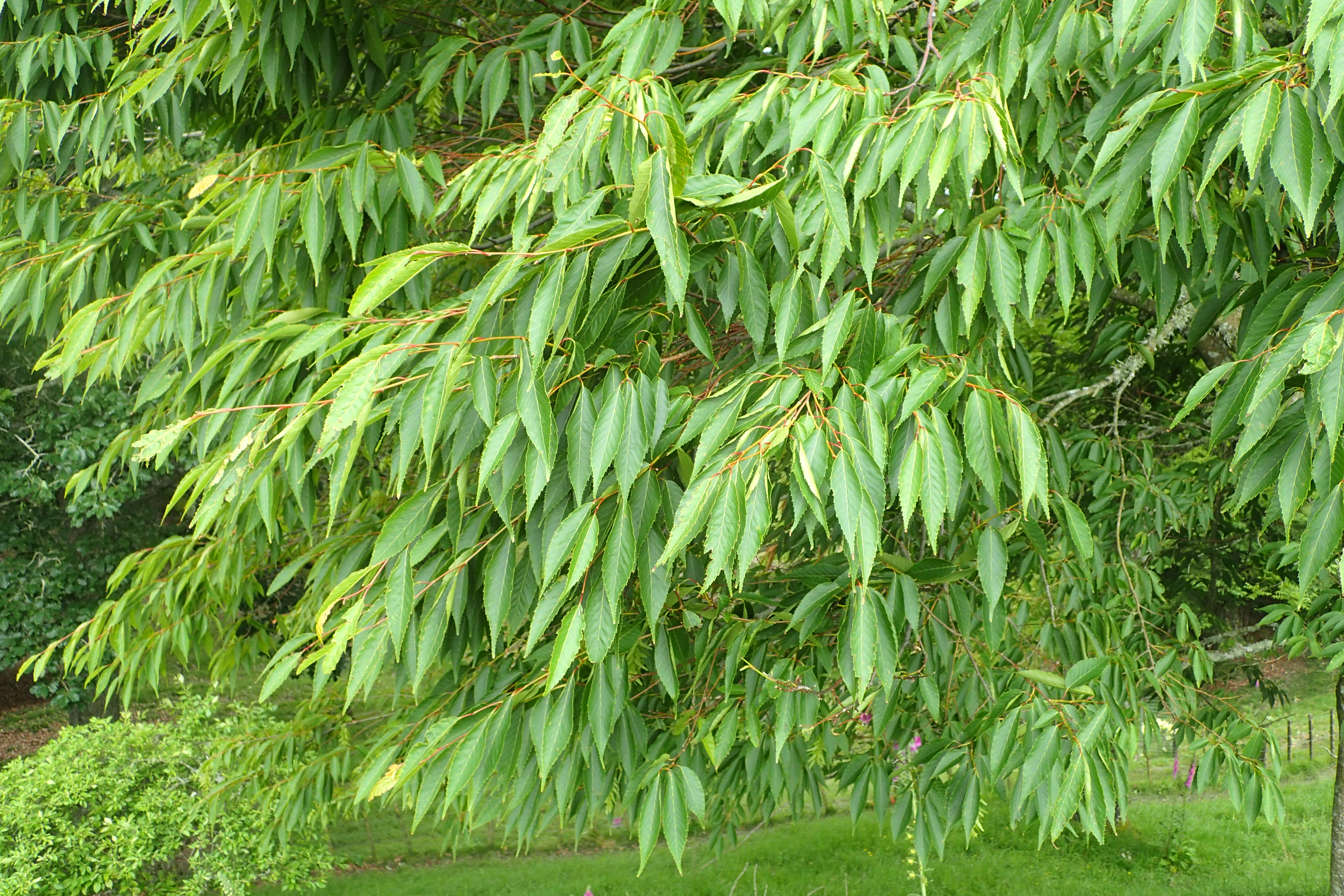
Laub von Carpinus viminea

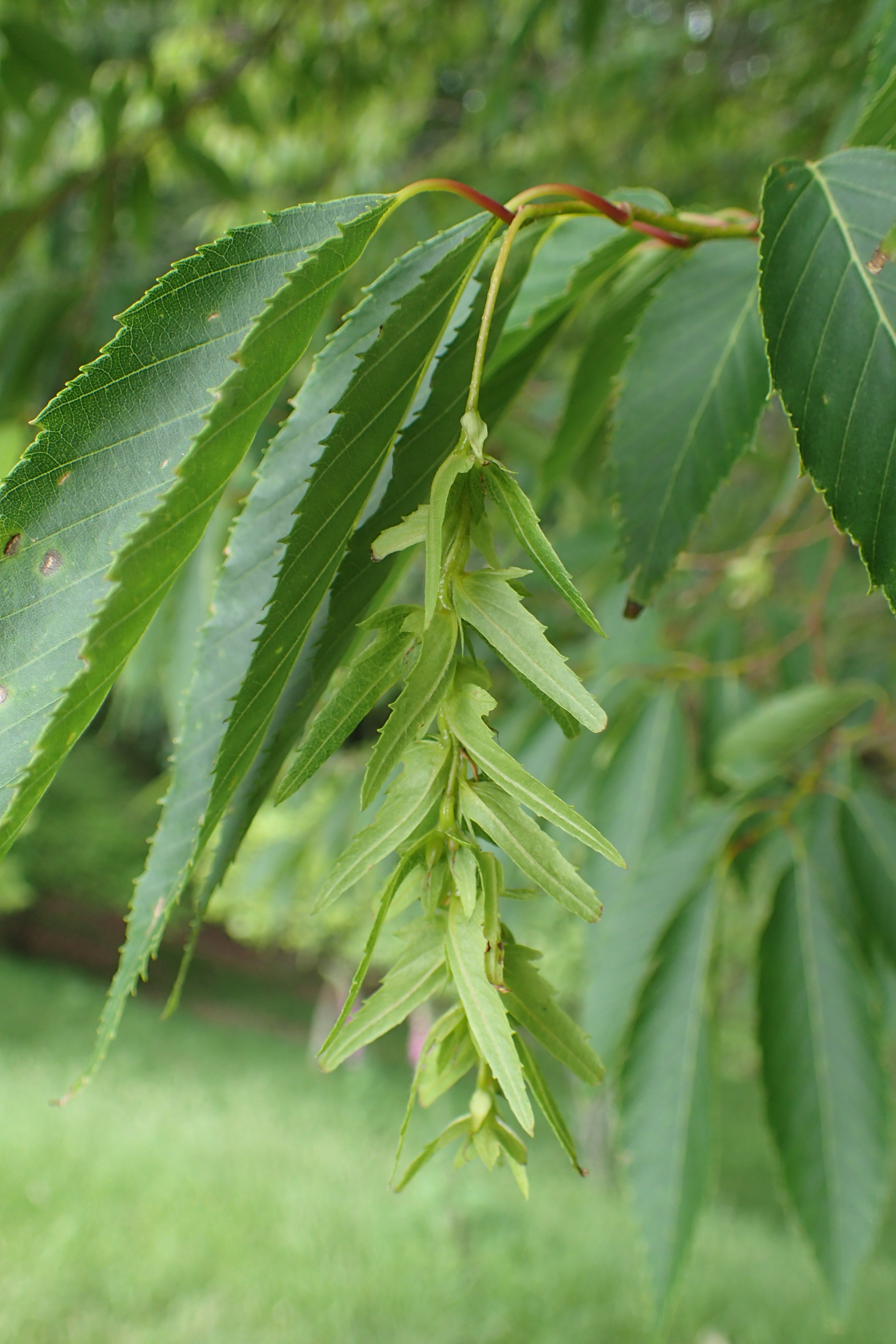
Weiblicher Blütenstand

Carpinus viminea ist ein 10 bis 20 Meter hoher Baum mit dunkelgrauer Rinde. Die Zweige sind braun und kahl. Die Laubblätter haben einen selten ab 1 meist 1,5 bis 3 Zentimeter langen, kahlen oder selten spärlich flaumhaarigen Stiel. Die Blattspreite ist 6 bis 11 Zentimeter lang, 3 bis 5 Zentimeter breit, elliptisch, länglich oder eiförmig-lanzettlich, mit spitzem oder zugespitztem bis geschwänztem Ende, mehr oder weniger herzförmiger, seltener gerundet-spitzer oder mehr oder weniger abgerundeter Basis und einem doppelt stachelspitzig oder borstig gesägten Blattrand. Es werden zwölf bis 15 Nervenpaare gebildet. Die Blattoberseite ist kahl, die Unterseite ist entlang den Blattadern spärlich zottig behaart und hat manchmal Achselbärte.
Die weiblichen Blütenstände sind 5 bis 15 Zentimeter lang bei Durchmessern von 2,5 bis 3 Zentimetern. Die Blütenstandsachse ist 1,5 bis 4 Zentimeter lang, dünn und spärlich flaumhaarig. Die Tragblätter sind beinahe kahl, 1,5 bis 2,5 selten 3 Zentimeter lang, halb-eiförmig-lanzettlich, ungleich dreilappig mit spitzem oder stumpfem Ende. Der mittlere Lappen ist „halb-eiförmig“-lanzettlich oder länglich, gerade oder etwas sichelförmig. Der äußere Blattrand ist grob gezähnt mit einem 3 Millimeter langen, eiförmigen basalen Lappen; der innere Teil ist ganzrandig mit einem 3 bis 3,5 Millimeter langen, eingerollten basalen Lappen. Die Blätter haben vier Blattadern erster Ordnung. Die netzartig angeordneten Adern sind vorstehend. Als Früchte werden 3 bis 4 Millimeter lange, 2,5 bis 3,5 Millimeter breite, breit eiförmige, deutlich gerippte, an der Spitze zottig behaarte und sonst kahle Nüsschen gebildet, sie spärlich mit Harzdrüsen bedeckt sind. Carpinus viminea blüht von April bis Juni, die Früchte reifen von Juli bis September.
Die Chromosomenzahl beträgt 2n=16.

## Vorkommen und Standortansprüche
Das natürliche Verbreitungsgebiet liegt in Bhutan, Myanmar, Nepal, Thailand, Vietnam, in Indien in den Provinzen Assam, Himachal Pradesh, Jammu and Kashmir, Sikkim und Uttar Pradesh und in den chinesischen Provinzen Anhui und Fujian, im Norden von Guangdong, in Guangxi, Guizhou, Hubei, Hunan, Jiangsu, Jiangxi, Sichuan, Yunnan, Zhejiang und im Tibet. Die Art wächst in subtropischen Wäldern in 400 bis 2000 Metern Höhe.

## Systematik
Carpinus viminea ist eine Art aus der Gattung der Hainbuchen (Carpinus). Diese wird in der Familie der Birkengewächse (Betulaceae) der Unterfamilie der Haselnussgewächse (Coryloideae) zugeordnet. Die Art wurde 1830 von John Lindley erstmals wissenschaftlich gültig beschrieben. Der Gattungsname Carpinus stammt aus dem Lateinischen und wurde schon von den Römern für die Hainbuche verwendet. Das Artepitheton viminea stammt aus dem Lateinischen und bedeutet „rutenförmig“.
Es werden zwei Varietäten unterschieden:
- Carpinus viminea var. chiukiangensis Hu mit regelmäßig doppelt borstig gesägtem Blattrand und lang geschwänzter Blattspitze. Das Verbreitungsgebiet liegt in Wäldern in Tälern in einer Höhe von etwa 2000 Metern im Tibet und im Nordwesten von Yunnan.[5]
- Carpinus viminea var. viminea mit regelmäßig oder unregelmäßig doppelt stachelspitzig gesägtem Blattrand und spitzer, zugespitzter oder geschwänzter Blattspitze. Das Verbreitungsgebiet liegt in Wäldern in Höhen von 400 bis 900 Metern.[6]

## Nachweise